# SARS-CoV-2 람다 변이
SARS-CoV-2 람다 변이는 2020년 7월 페루에서 처음 보고되었으며, 2020년 12월부터 기록된 SARS-CoV-2의 변이 바이러스이다.

## 돌연변이

스파이크 단백질에 초점을 둔 SARS-CoV-2 유전자 지도에 그려진 SARS-CoV-2 람다 변이의 아미노산 돌연변이.

## 설명
2021년 6월 14일, WHO는 람다 변이를 관심 변이로 분류했다. WHO에 따르면, 2021년 6월 중순 기준으로 람다 변이는 칠레와 에콰도르, 아르헨티나 등 29개 국가나 지역에서 보고됐다. 2021년 4월부터 페루에서 발생한 전체 코로나19 확진자의 81%가 람다 변이 감염자로 확인되었다. 2021년 6월 15일까지 1730개가 넘는 람다 변이 염기서열이 갱신되었다. 특히 남아프리카 국가에서 유행이 증가하고 있는데, 칠레가 전반적으로 제출된 염기서열중 31%를 차지했으며, 페루 (9%), 에콰도르 (8%), 그리고 아르헨티나 (3%)가 뒤를 이었다.
2021년 7월 11일, 인도 매체 힌두스탄 타임스는 현지 한 내과 전문가의 발언을 인용해 "델타는 골칫거리고 델타 플러스는 드문 변이인데, 진짜 걱정되는 건 람다 변이"라고 보도했다.

## 통계
| 국가별 사례 (2021년 8월 23일 기준 업데이트) GISAID | 국가별 사례 (2021년 8월 23일 기준 업데이트) GISAID | 국가별 사례 (2021년 8월 23일 기준 업데이트) GISAID |
| 국가                                               | 확진자 수                                          | 수집일                                             |
| -------------------------------------------------- | -------------------------------------------------- | -------------------------------------------------- |
| 칠레                                               | 1,489                                              | 2021년 7월 13일                                    |
| 미국                                               | 848                                                | 2021년 8월 5일                                     |
| 페루                                               | 1,480                                              | 2021년 6월 15일                                    |
| 에콰도르                                           | 194                                                | 2021년 7월 20일                                    |
| 멕시코                                             | 189                                                | 2021년 7월 14일                                    |
| 스페인                                             | 124                                                | 2021년 7월 7일                                     |
| 아르헨티나                                         | 111                                                | 2021년 6월 24일                                    |
| 독일                                               | 87                                                 | 2021년 7월 13일                                    |
| 프랑스                                             | 56                                                 | 2021년 7월 19일                                    |
| 콜롬비아                                           | 51                                                 | 2021년 6월 29일                                    |
| 이스라엘                                           | 25                                                 | 2021년 5월 9일                                     |
| 스위스                                             | 8                                                  | 2021년 7월 25일                                    |
| 캐나다                                             | 26                                                 | 2021년 6월 21일                                    |
| 네덜란드                                           | 3                                                  | 2021년 7월 11일                                    |
| 세인트키츠 네비스                                  | 10                                                 | 2021년 6월 6일                                     |
| 벨기에                                             | 2                                                  | 2021년 7월 23일                                    |
| 영국                                               | 8                                                  | 2021년 7월 10일                                    |
| 이탈리아                                           | 12                                                 | 2021년 6월 26일                                    |
| 브라질                                             | 7                                                  | 2021년 6월 21일                                    |
| 인도                                               | 6                                                  | 2021년 4월 12일                                    |
| 덴마크                                             | 1                                                  | 2021년 8월 11일                                    |
| 스웨덴                                             | 1                                                  | 2021년 7월 15일                                    |
| 남아프리카 공화국                                  | 3                                                  | 2021년 7월 14일                                    |
| 포르투갈                                           | 1                                                  | 2021년 6월 10일                                    |
| 카타르                                             | 3                                                  | 2021년 4월 13일                                    |
| 라트비아                                           | 2                                                  | 2021년 4월 30일                                    |
| 아루바                                             | 2                                                  | 2021년 6월 2일                                     |
| 볼리비아                                           | 1                                                  | 2021년 6월 2일                                     |
| 우루과이                                           | 1                                                  | 2021년 4월 15일                                    |
| 오스트레일리아                                     | 1                                                  | 2021년 4월 3일                                     |
| 리투아니아                                         | 1                                                  | 2021년 5월 19일                                    |
| 노르웨이                                           | 1                                                  | 2021년 7월 7일                                     |
| 에스토니아                                         | 1                                                  | 2021년 4월 1일                                     |
| 러시아                                             | 1                                                  | 2021년 3월 21일                                    |
| 핀란드                                             | 1                                                  | 2021년 5월 31일                                    |
| 튀르키예                                           | 1                                                  | 2021년 2월 8일                                     |
| 방글라데시                                         | 1                                                  | 2021년 3월 20일                                    |
| 일본                                               | 1                                                  | 2021년 8월 7일                                     |
| 필리핀                                             | 1                                                  | 2021년 8월 15일                                    |
| 베네수엘라                                         | 2                                                  | 2021년 5월 5일                                     |
| 마요트                                             | 1                                                  | 2021년 7월 15일                                    |
| 엘살바도르                                         | 3                                                  | 2021년 4월 30일                                    |
| 과테말라                                           | 1                                                  | 2021년 7월 3일                                     |
| 코스타리카                                         | 4                                                  | 2021년 7월 20일                                    |
| 전 세계 (44개국)                                   | 총합: 4,763                                        | 2021년 8월 23일 기준                               |

## 같이 보기
- SARS-CoV-2 변이주